# Macrobiotus kovalevi
Macrobiotus kovalevi är en djurart som tillhör fylumet trögkrypare, och som beskrevs av Denis Tumanov 2004. Macrobiotus kovalevi ingår i släktet Macrobiotus och familjen Macrobiotidae. Inga underarter finns listade i Catalogue of Life.